# Chiesa di San Giovanni Battista (Lugano)
La chiesa prepositurale di San Giovanni Battista è un edificio religioso che si trova a Sonvico, quartiere di Lugano.

## Storia
La chiesa è frutto di una lenta e lunga evoluzione il cui prodotto ha fornito un complesso monumentale di particolare valore. Uno dei più grandi e belli della regione. L'edificio compare nei documenti storici fin dal 1375. Si sa però che nel 1407 venne ricostruito e che divenne parrocchia nel 1419. Fra il 1601 ed il 1611 il coro venne rialzato mentre fra il 1780 ed il 1830 la navata venne riveduta in stile neoclassico. Nel 1926 venne eretta la cappella battesimale e nel 2020 restauri completi riportano alla luce antichissimi dipinti e preziosi  affreschi.

## Descrizione
L'edificio ha una pianta ad unica navata con quattro cappelle laterali. Sia la navata che le cappelle cono ornate con affreschi - alcuni dei quali risalenti al XV secolo - e con dipinti su tela, mentre la copertura dell'edificio è a volta a botte lunettata.
Molto interessanti le parti visibili dei resti di un affresco raffigurante la "Danza macabra" anche detta "Trionfo della morte" che è possibile probabilmente far risalire alla prima metà del '500.
Al 1614 risalgono invece alcune opere pittoriche realizzate da Giovanni Domenico Caresana.
Nel presbiterio trova posto un Crocifisso quattrocentesco.

## Galleria d'immagini

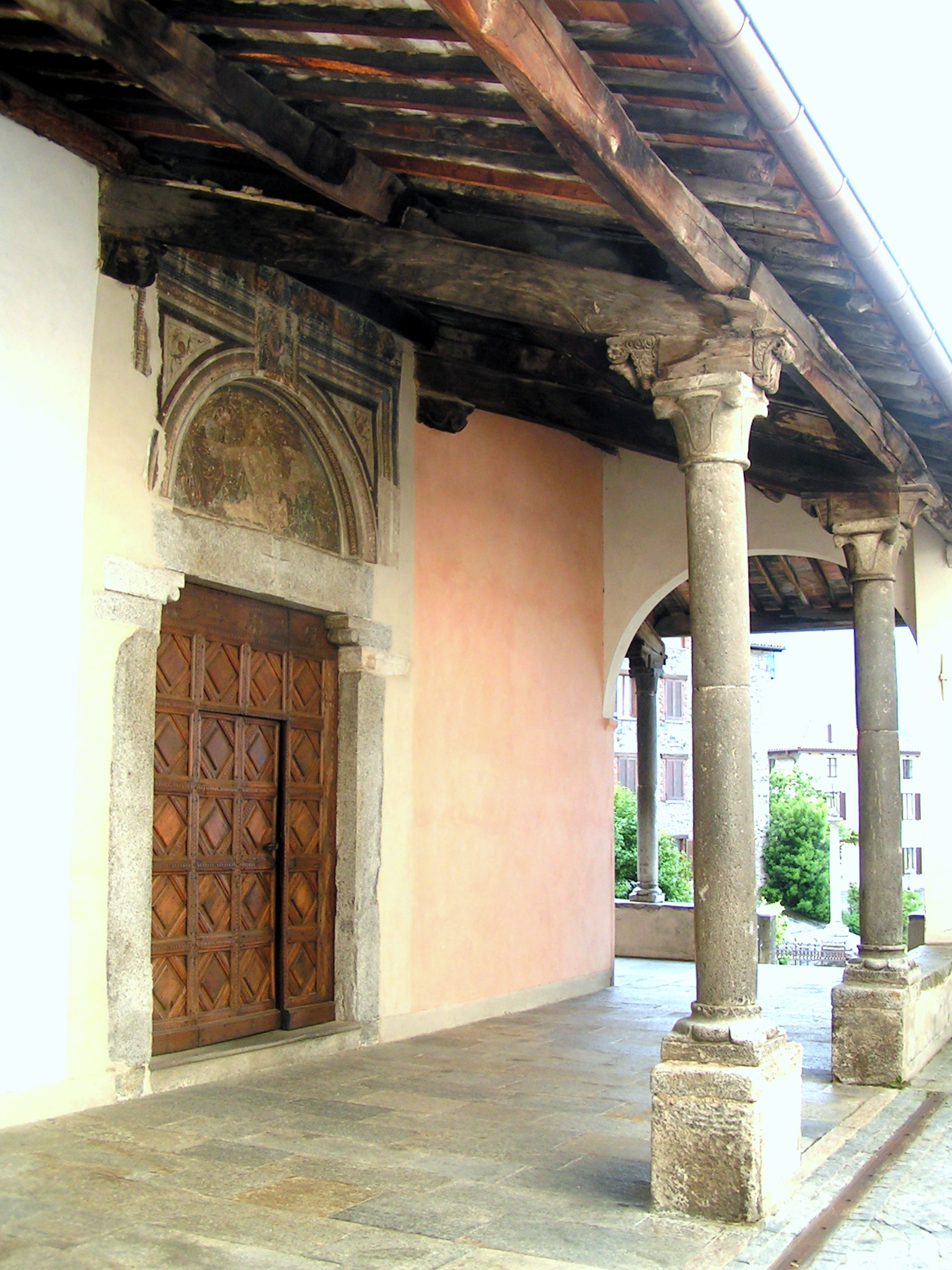
Portico e portale principale
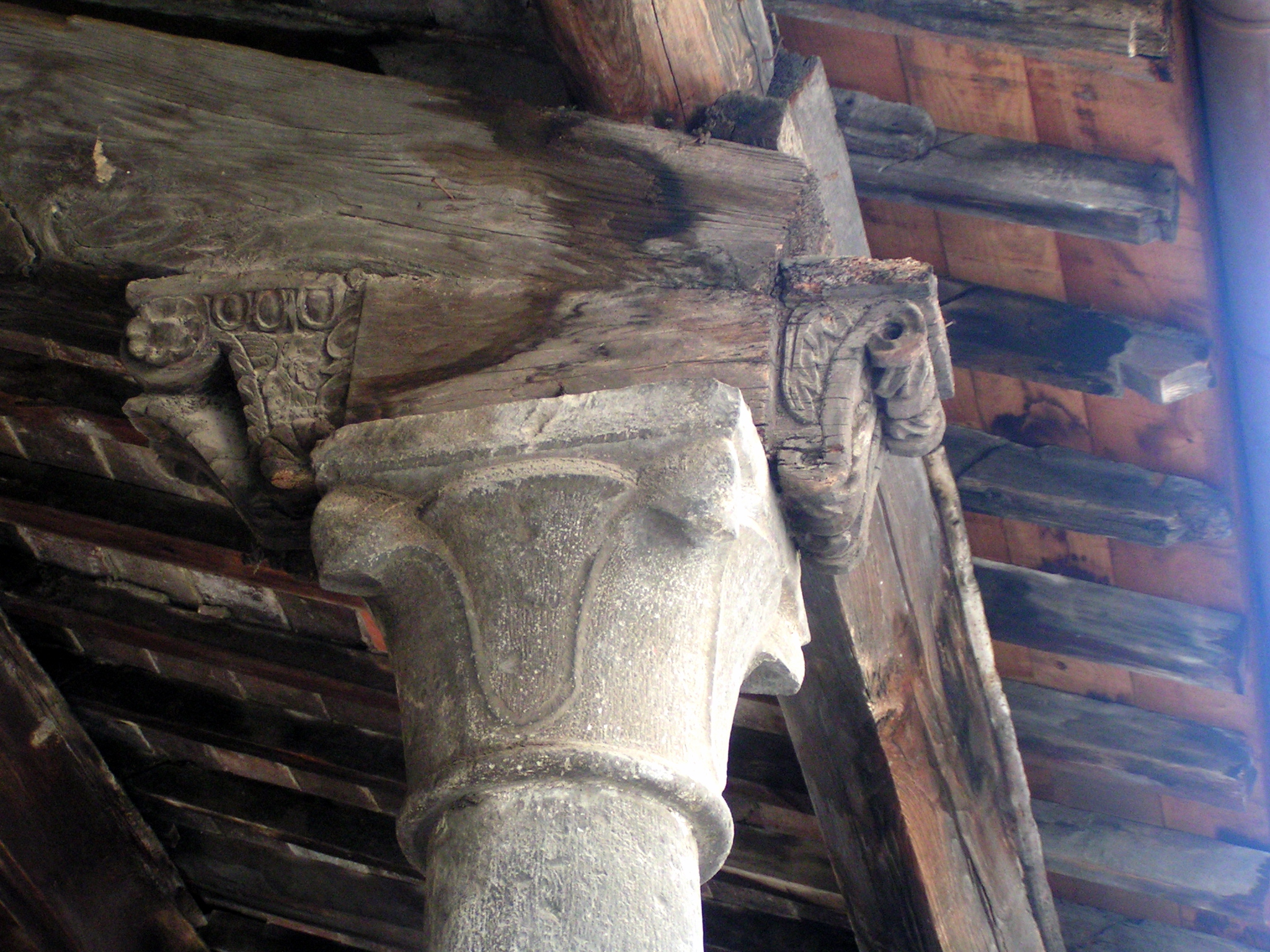
Capitello del portico
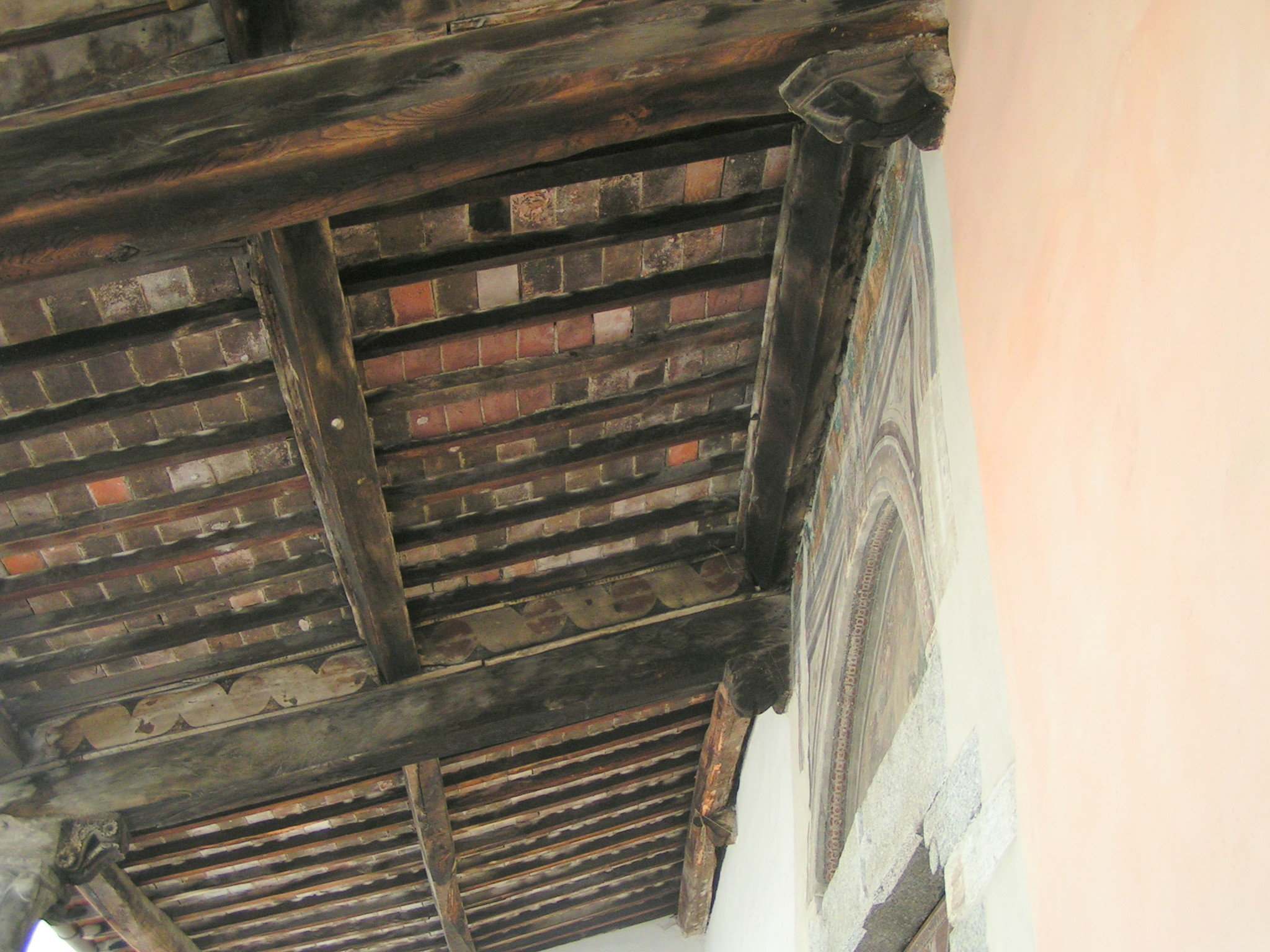
Copertura del portico
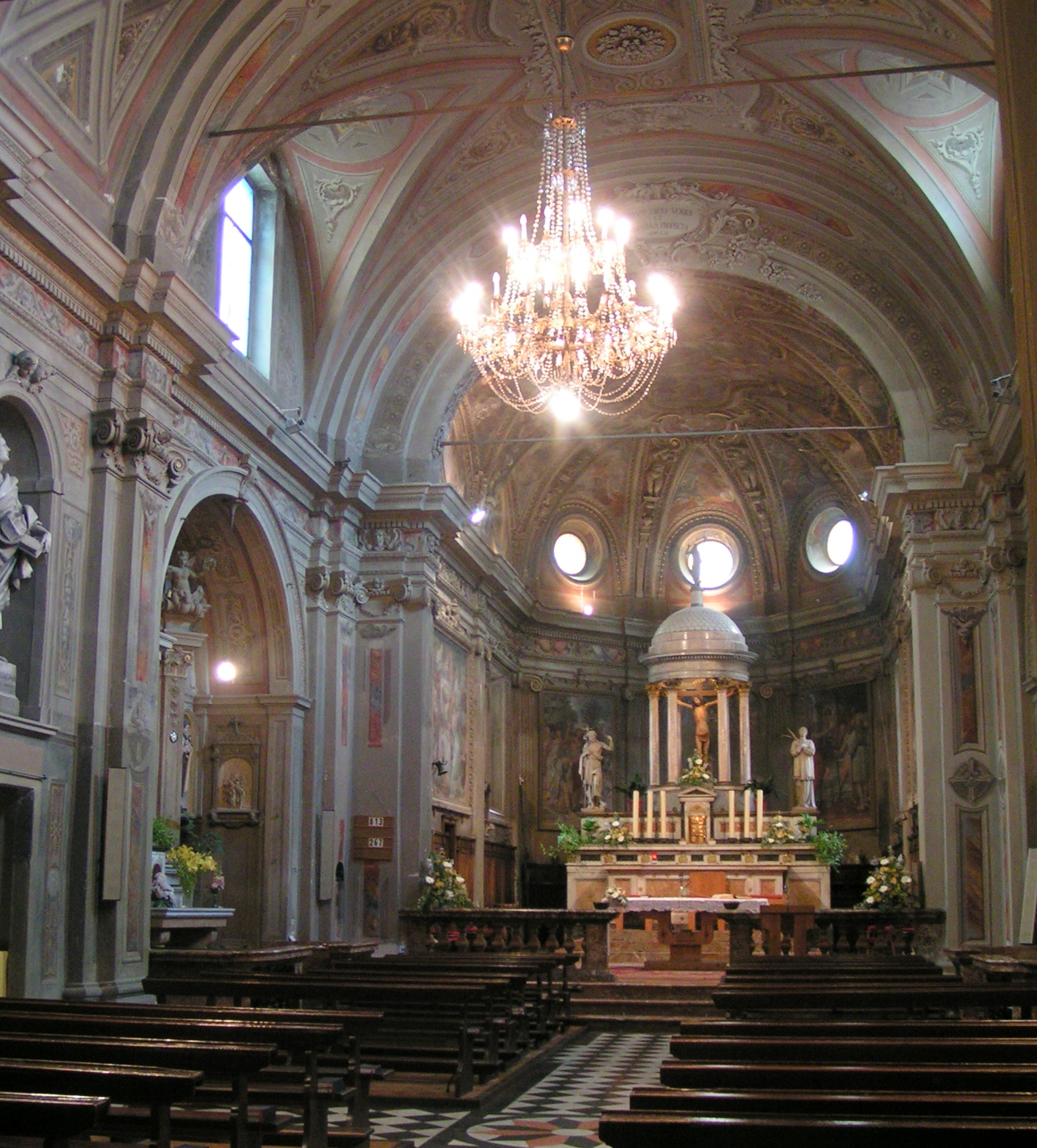
Interno della navata
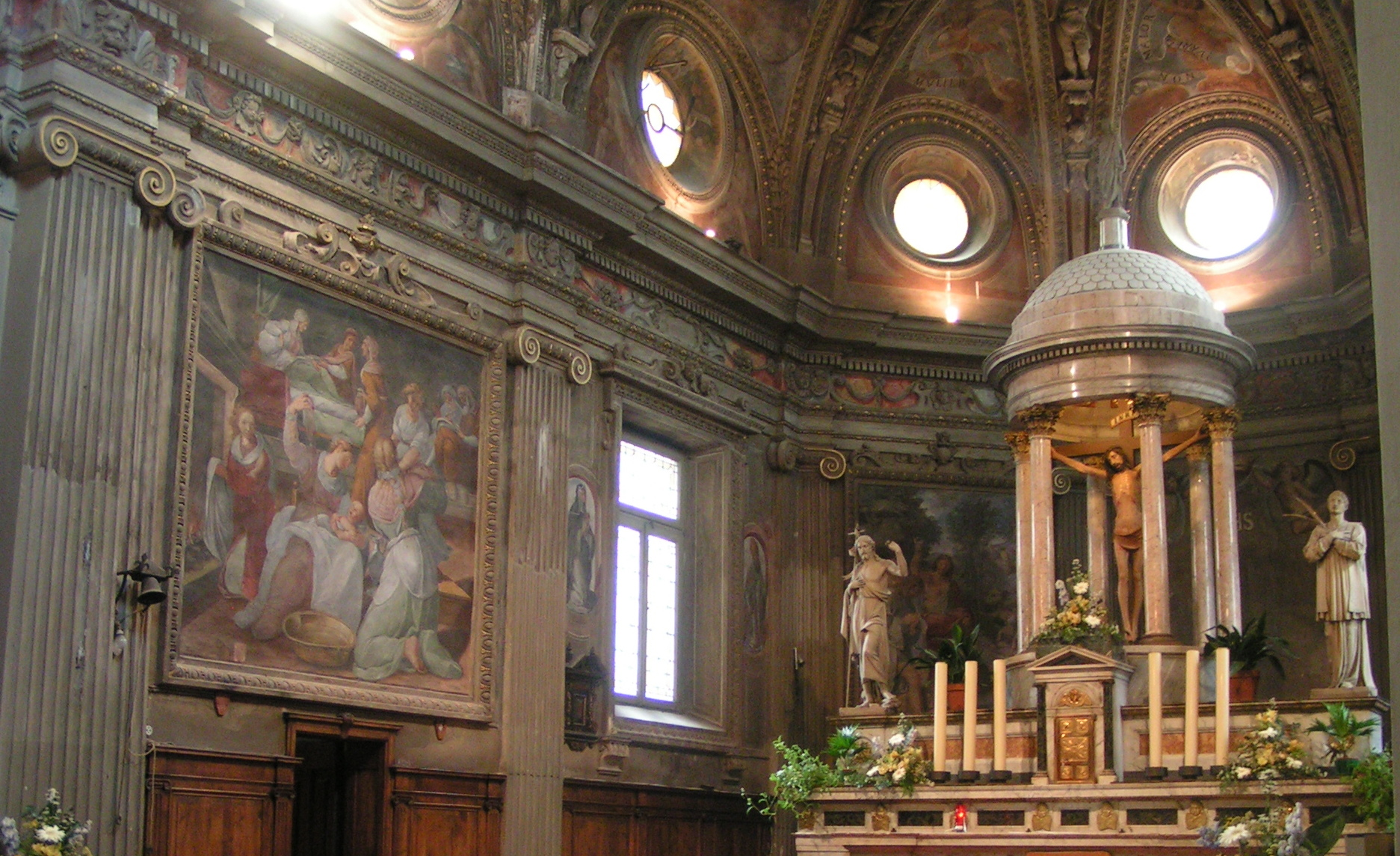
Altare maggiore e affresco con la Nascita di S. Giovanni
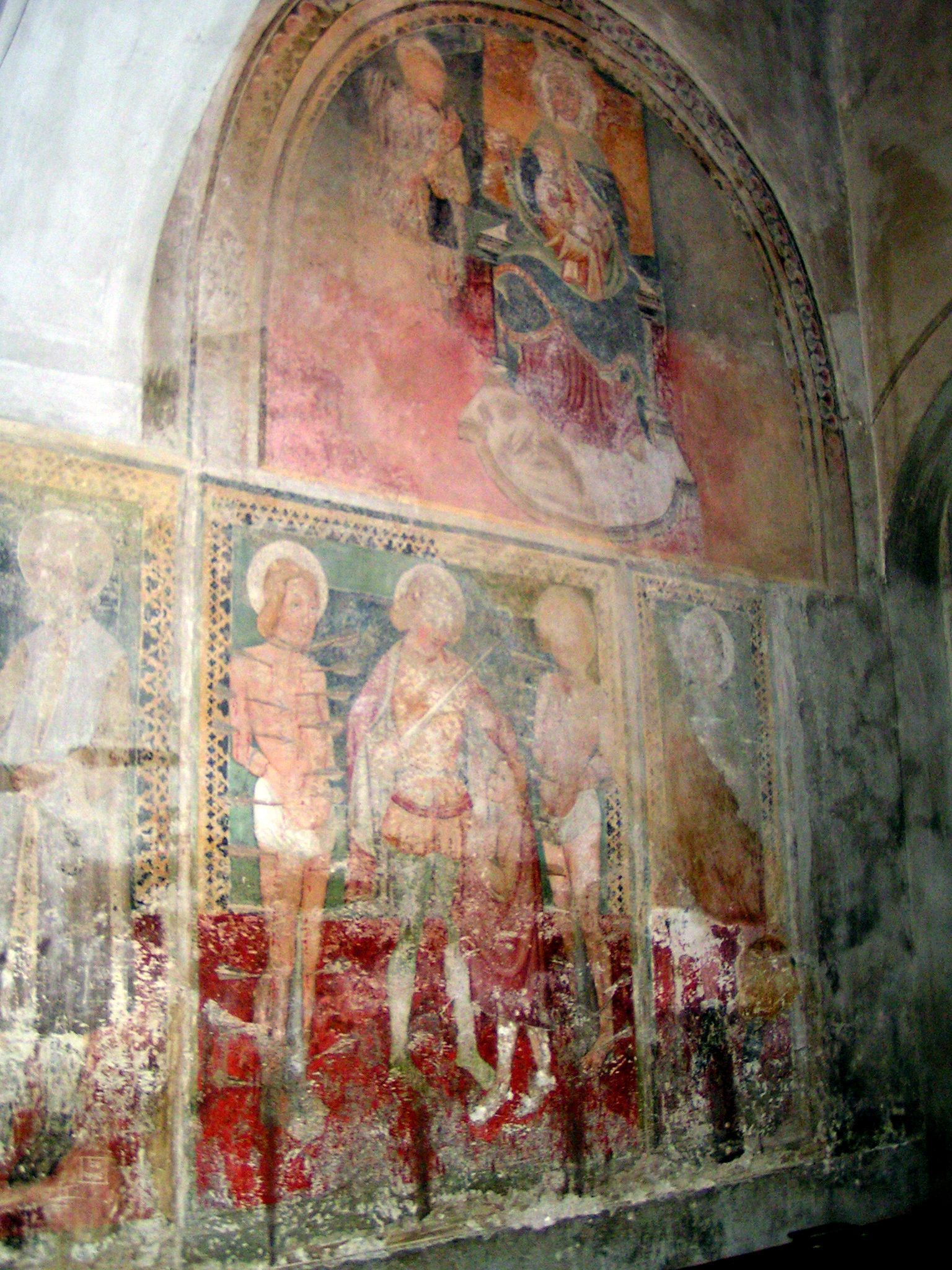
Gli affreschi tardogotici dei Seregnesi